# Darden School of Business
 (septembre 2023).
Si vous disposez d'ouvrages ou d'articles de référence ou si vous connaissez des sites web de qualité traitant du thème abordé ici, merci de compléter l'article en donnant les références utiles à sa vérifiabilité et en les liant à la section « Notes et références ».
Pour les articles homonymes, voir Darden.
La Darden School of Business, officiellement la University of Virginia Darden School of Business est la Business School de l'université de Virginie aux États-Unis. Fondée en 1954, elle se situe sur le campus de Charlottesville. Elle attribue uniquement des diplômes de niveaux Post-Graduate : un Master of Business Administration, et un PhD.
Elle prépare notamment aux carrières dans les secteurs du conseil en stratégie, de la Banque d'investissement, de la gestion, et du marketing; les principaux employeurs des diplômés étant Goldman Sachs, Boston Consulting Group, McKinsey, et Amazon.

## Le MBA

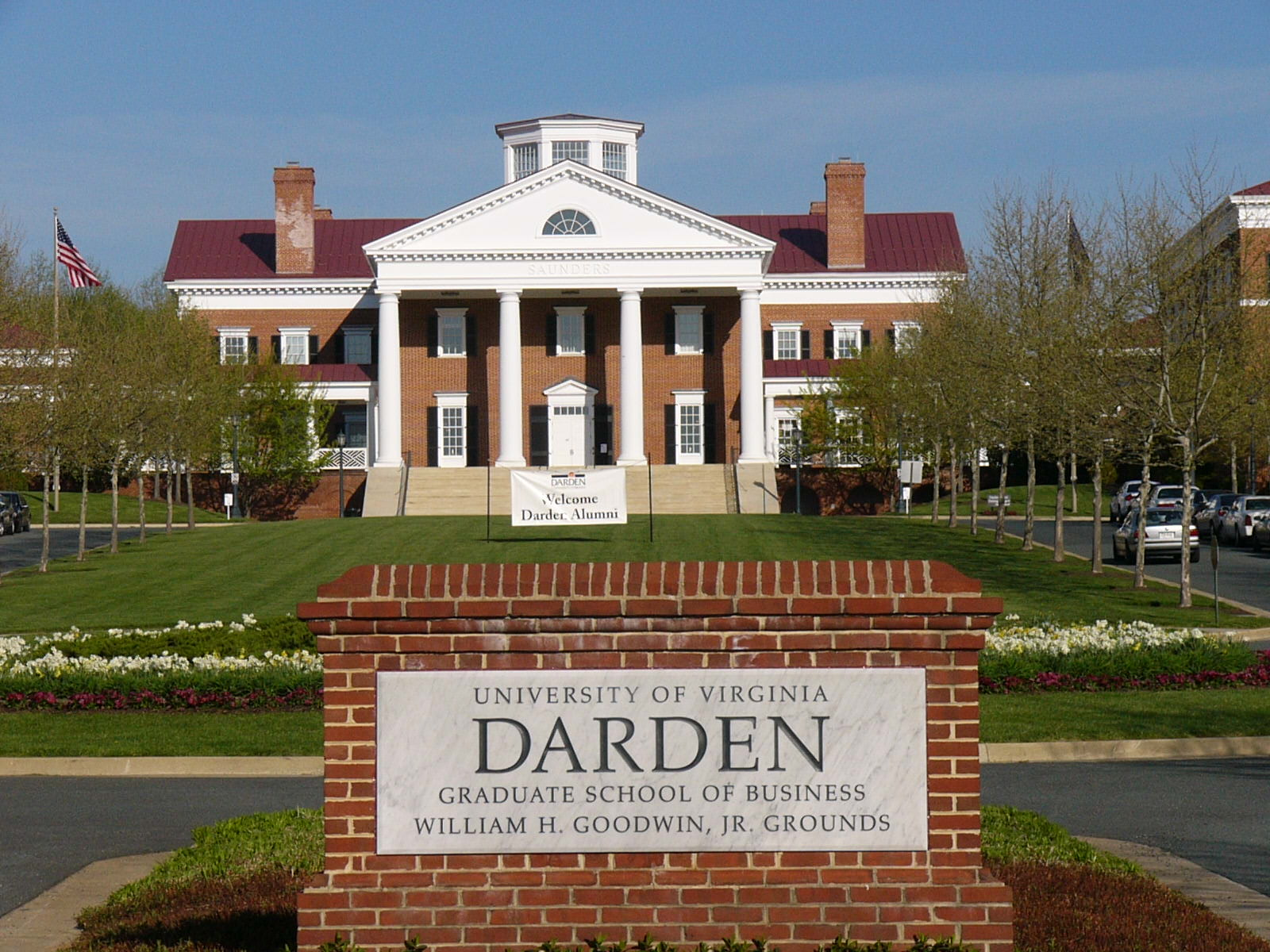
Entrée de la Darden School of Business.

Très reconnu aux États-Unis, il se classe régulièrement parmi les 10 meilleurs MBA américains et les 20 meilleurs mondiaux, le programme MBA est de type General Management, accrédité par l'AACSB. Il a aussi longtemps été classé numéro 1 par The Economist pour la meilleure expérience éducative parmi tous les MBA mondiaux, et figure parmi les écoles de commerces qui entraînent les salaires les plus élevés au monde après le MBA.
Le programme est suivi soit à plein temps sur 21 mois, soit à temps partiel en ligne et sur le campus une fois par mois dans le cadre du "M.B.A. for Executives".
La méthode d'apprentissage est exclusivement basée sur l'étude de cas. Avant chaque cours, les élèves doivent préparer seuls la résolution d'un cas. Puis, ils partagent avec leur groupe de travail (groupe de cinq à six étudiants) leurs points de vue et confrontent leurs approches. Au début du cours, un élève est choisi au hasard pour présenter son point de vue, c'est le cold call. Par la suite, la discussion s'engage avec les autres élèves qui exposent leurs solutions, le professeur menant la conversation et apportant les éléments théoriques nécessaires. À l'issue du cours, chacun fait la synthèse des connaissances qu'il a acquises. Cette méthode que Darden a en commun avec la Harvard Business School est fondée sur une approche socratique de l'apprentissage. Chacun apporte un élément à la réflexion. Le professeur est un guide dans la réflexion générale plutôt qu'un lecteur qui dispense ses propres connaissances. Elle demande un travail personnel très important ce qui fait parfois surnommer le MBA de Darden, le Boot Camp MBA.
Le corps professoral est régulièrement salué par les journaux et magazines pour sa qualité. Il est à la première place en 2008 du classement effectué par la Princeton review. En 2010, il est à la première place dans la catégorie General Management du classement du Financial Times.
Parmi les professeurs, on peut citer Saras D. Sarasvathy, professeur d'entrepreneuriat, Robert Brunner, Dean de l'école et professeur de finance et Martin Davidson, professeur de management organisationnel.
En 2021,son MBA est classé 11ème mondial par le Financial Times. Il est également classé 3ème meilleur MBA américain par Bloomberg en 2023.

## Les centres d'excellence

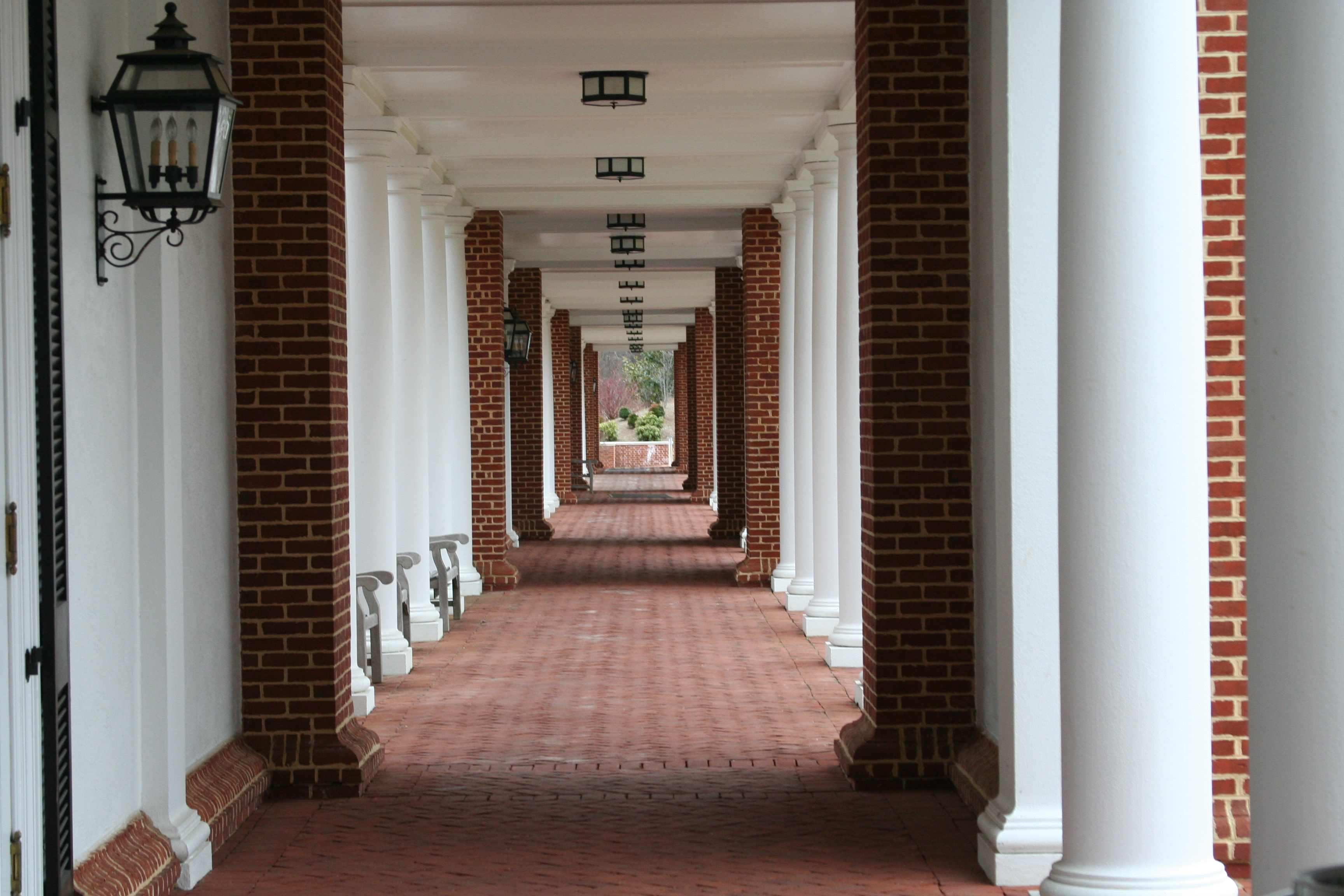
Darden School of Business.

Darden supervise plusieurs centres de recherche en liaison avec les étudiants des différents programmes. Appelés aussi Centers of Excellence, ils sont au nombre de cinq :
- Le Batten Institute[13] : fondé en 1999 à la suite de la donation effectuée par Frank Batten Sr, ancien président de Landmark Communication, il a pour but de développer la recherche sur l'entrepreneuriat, de promouvoir son enseignement au sein de la Darden School of Business et de servir d'incubateur à des étudiants de Darden ayant des projets d'entreprise.
- Le Olsson Center[14] : fondé en 1966 pour améliorer les comportements des affaires dans les entreprises publiques et privées. Le Olsson center est chargé de l'enseignement des cours d'éthique à la Darden School of Business. Il organise les cours du PhD en management avec mention en éthique des affaires, programme unique en son genre. Il réalise des études de cas et publie des ouvrages sur la question de l'éthique des affaires.
- Le Business Roundtable Institute for Business Ethics[15] : Fondé en 2004, il s'inscrit dans le cadre des valeurs promues par Darden et l'université de Virginie. Il a pour mission de développer une pratique éthique des affaires parmi les cadres des grandes entreprises américaines.
- Le Tayloe Murphy International Center[16] : créé en 1962 à la suite du don anonyme de 1 million de dollars, il met en place des projets de recherche internationaux. Il a aussi pour mission le développement de la notoriété internationale de Darden. Ainsi, il supervise les échanges internationaux d'étudiants avec l'école mais il invite aussi des professeurs étrangers à venir partager leurs recherches avec les professeurs de l'école et à les diffuser parmi la communauté des affaires américaine.
- Le Darden-Curry Partnership[17] est un projet commun entre deux écoles de l'université de Virginie (la Darden School of Business et la Curry School of Education). Il s'agit de promouvoir au sein de la communauté enseignante les meilleures pratiques en vigueur dans les entreprises comme le management transversal, l'évaluation des résultats...

## Les traditions
Les traditions à Darden sont fortes et nombreuses. Elles s'inscrivent souvent dans le cadre de celles de l'université de Virginie, fondée en 1819 par Thomas Jefferson.
Une tradition très importante à Darden est la place de l'éthique dans l'enseignement et la vie étudiante. Les étudiants de Darden, comme tous les étudiants de l'université de Virginie doivent accepter et suivre le code d'honneur de l'université. Ce code remonte à 1842.
On peut citer aussi le first coffee. Tous les matins, à 9:30, les étudiants et les professeurs se retrouvent ensemble autour d'un café pour discuter de manière informelle. Régulièrement, ces réunions sont agrémentées par le Cold call chorus, la chorale de l'école.